# Machigonne (ferry)
Machigonne  es un Ferry histórico ubicado en Nueva York, Nueva York. El transbordador  Machigonne se encuentra inscrito  en el Registro Nacional de Lugares Históricos desde el 3 de diciembre de 1992.  

## Ubicación
Machigonne se encuentra dentro del condado de Nueva York en las coordenadas 40°43′18″N 74°00′57″O / 40.721667, -74.015833.